# Doe-het-zelf met Roger
Doe-het-zelf met Roger is een televisieprogramma dat van start ging in 2003. Het programma startte tijdens de weekendprogrammatie van de regionale zenders, waaronder WTV, Focus, AVS, Kanaal 3, Ring-TV, ROB-tv, RTV, TV Brussel, TV Limburg en ATV. In 2008 werd uitgezonden op de Vlaamse zender Vitaya.
Sinds 2013 wordt het programma uitgezonden op de digitale themazender Dobbit TV.

## Concept
Een man, door de commentaarstem "Roger" genoemd, doet stap voor stap de meest eenvoudige huiselijke klussen voor met behulp van een uitgebreid arsenaal aan technische hulpmiddelen van een sponsorend merk. Er komen verschillende onderwerpen uit het doe-het-zelven aan bod: bouw, sanitair, elektro, tuin, decoratie. Het programma wordt traditioneel afgesloten met de catchphrase: "...en vergeet niet, wat je zelf doet, doe je meestal beter."

## Personen
Lucien Nollet was de eerste Roger. Zijn taken werden overgenomen door Marnik Dehaene.